# Lučko
Lučko falu Zágráb közigazgatási területén Horvátországban, a főváros déli részén. Ma Zágráb Novi Zagreb – zapad városnegyedéhez tartozik.

## Fekvése
Zágráb városközpontjától légvonalban 8, közúton 11 km-re délnyugatra, a Száva jobb partján fekvő síkságon, az A1-es és az A3-as autópályák csomópontjától nyugatra fekszik.

## Története
A település nevét egykori folyami kikötőjéről és kompátkelőjéről kapta. Ez az átkelő még a 18. században is létezett, mert az átkelésből származó bevételért per folyt Zágráb városa és a zágrábi káptalan között, melyben végül a szábor a káptalan javára döntött. Az első katonai felmérés térképén „Luchko Szello” néven található.
Lipszky János 1808-ban Budán kiadott repertóriumában „Luchko” néven szerepel. Nagy Lajos 1829-ben kiadott művében „Luchko” néven 10 házzal és 94 katolikus lakossal találjuk.
1857-ben 121, 1910-ben 310 lakosa volt. Zágráb vármegye Szamobori járásához tartozott. 1941 és 1945 között a Független Horvát Állam része volt, majd a szocialista Jugoszlávia fennhatósága alá került. 1991-től a független Horvátország része. 1991-ben lakosságának 93%-a horvát nemzetiségű volt. 2011-ben 3010 lakosa volt.

## Népessége
| Lakosság változása | Lakosság változása | Lakosság változása | Lakosság változása | Lakosság változása | Lakosság változása | Lakosság változása | Lakosság változása | Lakosság változása | Lakosság változása | Lakosság változása | Lakosság változása | Lakosság változása | Lakosság változása | Lakosság változása | Lakosság változása |
| ------------------ | ------------------ | ------------------ | ------------------ | ------------------ | ------------------ | ------------------ | ------------------ | ------------------ | ------------------ | ------------------ | ------------------ | ------------------ | ------------------ | ------------------ | ------------------ |
| 1857               | 1869               | 1880               | 1890               | 1900               | 1910               | 1921               | 1931               | 1948               | 1953               | 1961               | 1971               | 1981               | 1991               | 2001               | 2011               |
| 121                | 135                | 129                | 154                | 215                | 310                | 328                | 379                | 702                | 816                | 964                | 1.320              | 1.563              | 2.013              | 2.841              | 3.010              |

## Nevezetességei
- Lučko történelmi központjában áll a Nepomuki Szent Jánosnak szentelt római katolikus plébániatemplom,[6] mely 1769-ben épült barokk stílusban. Egyhajós épület félköríves szentéllyel. A sekrestye az északi oldalról csatlakozik hozzá. Harangtornya a főhomlokzat tengelyében áll.
- Stupnik-Lučko a Lorettói Szűzanya tiszteletére szentelt temetőkápolnája[7] a plébániatemplom közvetlen közelében áll. A kápolnát az északi oldalról a temető övezi. Szentélye szűkebb és alacsonyabb a hajónál, keresztboltozata pilasztereken nyugszik. Legrégibb része 1745-ben épült, a 19. század közepén északnyugati irányban meghosszabbították. A főhomlokzaton félkör alakú fülkék vannak kialakítva, felette a homlokzat síkjában egy kisméretű, piramis alakú toronysisakkal borított harangtorony áll. A szentély boltozatát 1851-ben készített freskók díszítik.
- A szakrális épületegyüttes harmadik tagja a plébániaház.[8] A régi, fából épült plébánia helyén 1803-ban építették fel a későbarokk kúriát, melyet 1859-ben megújítottak. Egyemeletes, négyszög alaprajzú épület magas félnyeregtetővel. A földszinti helyiségeket dongaboltozat és barokk keresztboltozat fedi. Az északi és déli homlokzatot két ablaktengely szélességben rizalitokkal tagolták. A kőből készült záróköves, íves bejárati portál aszimmetrikusan van elhelyezve.
- Az egykori vámház épülete[9] a falu régi részének nyugati végén, az iskola épülete mellett áll. Az 1861-es kataszteri térképen már falazott épületként találjuk. Négyszögletes alaprajzú, földszintes épület félnyeregtetővel, tégla lábazattal. Homlokzatát kisméretű, négyszögletes ablaksor, valamint későbarokk párkányok és lizénák tagolják.
- A régi iskola épülete[10] 1891-93-ban épült az egykori vámház mellett. Az iskolát Nikola Hribar nagygoricai vállalkozó építette. 1905-ben építették az első emeletet, ekkor építették a déli oldalon lévő lépcsőházat is. Az egyszerűen és harmonikusan megkomponált épület jellegzetes példája a 19. század végi és 20. század eleji zágrábi iskolaépületnek, ahol tanári lakás is található.
- Határában repülőtér található, mely 1947-től a zágrábi repülőtér megnyitásáig Zágráb fő légikikötője volt. A legnagyobb forgalmat a repülőtér 1959-ben bonyolította. Ebben az évben a polgári repülőgépek 167 000 utast és 1500 tonna árut szállítottak ide.

## Kultúra
A KUD „Sijač” Lučko kulturális és művészeti egyesületet 2007-ben alakították át azzal a céllal, hogy továbbadják a fiataloknak a tradicionális népművészeti örökség ismereteit és értékeit, kulturális és művészeti programokat hozzanak létre, előadások és rendezvények szervezése révén bevonják őket a társadalmi életbe. Tagjai három csoportba rendeződtek: gyermek és felnőtt folklórcsoport, valamint tamburacsoport. Az egyesület minden évben számos rendezvényt szervez: „Fašnik u Lučkom”, „Zeleni Jura u Lučkom”, „Jesen u Lučkom”, valamint karácsonyi koncert, ahol más egyesületek is fellépnek. A KUD „Sijač” Lučko minden évben részt vesz a Zágráb város által szervezett eseményeken, valamint Zágráb város folklór fesztiválján. 2013-ban a hagyomány és a népi folklór megőrzéséért elnyerte a Zágráb város aranyérmét.

## Oktatás
A település első iskolája 1857-ben nyílt meg a plébániatemplom közelében található épületben, melyet az akkori plébános adott át a stupniki önkormányzatnak iskola létesítése céljából. A megnövekedett létszám miatt szükségessé vált egy új iskola felépítése. A régi iskola épülete a mai Puškarićeva utca 39. szám alatt áll. 1891 és 1893 között építették a mai Lučko település régi részének nyugati végén, az akkori Stupnik mellett. 1905-ben az első emelet felújításra került és egy egészségügyi létesítménnyel egészült ki. A tanári szoba 1926-ban épült az iskola délkeleti részén. Az 1929/30-as tanévtől az iskola négyosztályos lett.
Mivel a hallgatók száma továbbra is folyamatosan növekedett az iskolai tér bővítését határozták el. Számos kísérlet és javaslat után Stjepan Trgovac gornji stupniki házának első emeletén 1932. április 5-én megnyílt a harmadik iskolai tanterem. Az iskolatanács javaslatára 1936-ban az iskolát Jelačić bán Állami Népi Iskolának nevezték át. 1936-ban az iskolában hat osztály és hat tanár volt. A második világháború idején az iskola egész idő alatt működött, de nehéz körülmények között, mivel a német hadsereg rendezkedett be az iskola helyiségeiben. Az 1945/46-os tanévtől Gornji Stupnik iskolája függetlenné vált és 1962-ig független maradt. A hétéves iskolai oktatásról szóló törvény hatálybalépése után 1946-ban megnyitották az ötödik osztályt. 1954-ben a hetedik, 1956-ban pedig a nyolcadik osztály nyílt meg. A Gornji Stupnik diákjai szintén Lučkóba jártak a hetedik és nyolcadik osztályba. A növekvő problémák miatt 1962. november 17-én egy új iskolaépület építését (a mai iskolaépület) határozták el, melyet 1964. július 4-én nyitottak meg. 1972. június 15-én új aszfaltozott iskolai játszóteret adták át, 1986-ban pedig megnyílt az iskola könyvtára. 1999-ben az iskola modern tornatermet kapott és további négy osztálytermet építettek hozzá.

## Sport
Az NK Lučko labdarúgóklubot 1931-ben NK Velebit néven alapították. 1946 és 1951 között NK Stupnik, majd 1957-ig NK Sijač, ezután NK Mlinostroj, NK Ventilatorom néven szerepelt. 1961 óta szerepel NK Lučko néven. A csapat a HNK 2. ligájában szerepel. 1500 férőhelyes pályájuk a Ježdovečka ulica 3. szám alatt található.